# Özlü
Özlü (türk. für: „markig“; „gehaltvoll“; übertr.: „echt, wesentlich, wirklich“; „aufrichtig“) ist ein türkischer männlicher und weiblicher Vorname sowie Familienname.

## Namensträger

### Familienname
- Demir Özlü (1935–2021), türkischer Schriftsteller und Rechtsanwalt
- Faruk Özlü (* 1962), türkischer Politiker (AKP)
- Metehan Andaç Özlü (* 1990), türkischer Fußballspieler
- Tezer Özlü (1943–1986), türkische Schriftstellerin und literarische Übersetzerin

## Sonstiges
- Özlü (Mersin), Dorf in der türkischen Provinz Mersin